# Italie aux Jeux mondiaux
Cet article contient des informations sur la participation et les résultats de l' Italie aux Jeux mondiaux.
L'Italie a participé à tous les Jeux mondiaux depuis la première édition de 1981.

## Bilan général

### Par année
| Edition | Année | Ville       | Pays       |    |    |    | Total | Rang |
| 1e      | 1981  | Santa Clara | États-Unis | 7  | 11 | 16 | 34    | -    |
| 2e      | 1985  | Londres     | Angleterre | 26 | 29 | 22 | 77    | -    |
| 3e      | 1989  | Karlsruhe   | Allemagne  | 22 | 14 | 14 | 50    | -    |
| 4e      | 1993  | La Haye     | Pays-Bas   | 14 | 19 | 6  | 39    | -    |
| 5e      | 1997  | Lahti       | Finlande   | 12 | 12 | 15 | 39    | -    |
| 6e      | 2001  | Akita       | Japon      | 9  | 11 | 8  | 28    | -    |
| 7e      | 2005  | Duisbourg   | Allemagne  | 13 | 9  | 13 | 35    | -    |
| 8e      | 2009  | Kaohsiung   | Taïwan     | 16 | 12 | 13 | 41    | -    |
| 9e      | 2013  | Cali        | Colombie   | -  | -  | -  |       |      |
| 10e     | 2017  | Wrocław     | Pologne    | -  | -  | -  |       |      |